# 木村雅子
木村 雅子（きむら まさこ、8月4日 - ）は、日本のフリーアナウンサー。ライムライト所属。

## 来歴
岩手県宮古市出身。東洋大学社会学部社会福祉学科卒業。
2003年から2年間エフエム岩手のアナウンサーを務めた後、フリーでの活動を開始する。

## 出演
脚注の無いデータは、ライムライト公式サイトと講師依頼サイト『CLOUDCASTING』それぞれに掲載されているプロフィールからの参考。

### ラジオ番組
- ババリアンの夕べ（エフエム岩手） - ナビゲーター
- 松本哲也のStreet Soul（エフエム岩手）
- Vitamin House（エフエム岩手） - パーソナリティ
- 朝のペパーミントタイム（エフエム岩手） - パーソナリティ
- Good afternoon music（TBCラジオ） - DJ
- みやこさいがいエフエム放送番組（2011年） - ボランティアスタッフ[3]
- JFNニュース（ジャパンエフエムネットワーク）
- ジェーン・スー 生活は踊る（TBSラジオ） - 『日本直販 お昼のショッピング』ショッピングナビゲーター

### テレビ番組
- かながわらく楽ウォーキング（横浜ケーブルビジョン） - リポーター
- 山・海・漬（岩手めんこいテレビ） - リポーター
- すぎなみニュース（J:COM） - リポーター
- Rising Reysol（2006年 - 2008年、千葉テレビ） - キャスター
- ビジネスジャーナル（群馬テレビ）
- GB インフォメーション（群馬テレビ） - キャスター
- SPEEDチャンネル放送番組（2007年[6] - ） - キャスター
- ザスパ草津サッカー中継（スカパー! / 群馬テレビ） - リポーター
- まるごと府中（J:COM 東京） - リポーター
- テレビ広報ちょうふ（J:COM） - キャスター、リポーター
- ビッグスギのSTEP UPゴルフ（テレビ埼玉） - アシスタント
- 街道てくてく旅（NHK BShi） - リポーター

### テレビドラマ
- 民衆の敵〜世の中、おかしくないですか!?〜 第4話[7]（2017年、フジテレビ） - イベントMC 役

### ネット配信番組
- JTBチャンネル
- 加藤慎平の「ぺーちゃんねる」（YouTube チャリロト公式チャンネル） - MC
- 政府インターネットテレビ - リポーター
- マイナビTV - キャスター
- 医療系WEB講演会 - MC、ナレーター

### CM
- 青汁（世田谷自然食品）

### CMナレーション
- ホテル森の風
- 薬師堂温泉
- 岩手日報社
- 世界エイズデー告知
- 岩手日産
- ネッツトヨタ岩手
- ホテルルイズ
- ダイハツ・ミラ（岩手ダイハツ販売）
- 交通新聞社ラジオCM（ラジオ日本）
- テクテクテクテク（ドワンゴ）

### CD
- 東日本大震災チャリティ朗読CD いつもそばに（2012年[8]）